# Prionotoma jordani
Prionotoma jordani är en skalbaggsart som först beskrevs av Auguste Lameere 1903.  Prionotoma jordani ingår i släktet Prionotoma och familjen långhorningar.
Artens utbredningsområde är:
- Angola.
- Benin.
- Burundi.
- Gabon.
- Ghana.
- Nigeria.
- Senegal.
- Togo.

Inga underarter finns listade i Catalogue of Life.